# کاتسوهیرو هامادا
کاتسوهیرو هامادا (انگلیسی: Katsuhiro Hamada؛ زادهٔ ۷ اکتبر ۱۹۹۱) بازیکن فوتبال اهل ژاپن است.